# Geworik Poghosjan
Geworik Poghosjan (* 13. März 1984) ist ein armenischer Gewichtheber.

## Karriere
Poghosjan erreichte bei den Europameisterschaften 2009 den achten Platz in der Klasse bis 85 kg. Bei den Weltmeisterschaften im selben Jahr gewann er die Bronze. 2010 gewann er bei den Europameisterschaften die Goldmedaille. Bei den Weltmeisterschaften 2010 startete er in der Klasse bis 94 kg und wurde Elfter. 2011 war er bei den Europameisterschaften Dritter. Allerdings wurde er bei der Dopingkontrolle positiv auf Oxandrolon getestet, disqualifiziert und für zwei Jahre gesperrt.